# Callicebus pallescens
Il callicebo bianco (Callicebus pallescens Thomas, 1907) è un primate platirrino della famiglia dei Pitecidi.

## Distribuzione e habitat
Vive in una zona piuttosto estesa che comprende la Bolivia centrale e sud-occidentale, il Paraguay settentrionale e centrale ed il Brasile centro-meridionale.

## Biologia
Si tratta di animali diurni, arboricoli e sociali, che si nutrono principalmente di frutta ed insetti. Vivono in gruppetti familiari che contano al massimo cinque individui, composti da una coppia riproduttrice e dai cuccioli di vari parti ancora non del tutto indipendenti. Ciascun gruppo delimita un proprio territorio, che difende accanitamente da eventuali intrusi.

La femmina partorisce una volta all'anno, dando alla luce solitamente un unico cucciolo: quest'ultimo viene accudito principalmente dal padre, a volte coadiuvato dai figli più grandi, e dato alla femmina solo per la poppata, a intervalli di due o tre ore. I cuccioli restano coi genitori fino al terzo anno d'età, dopodiché, una volta raggiunta la maturità sessuale, tendono ad allontanarsene.

## Tassonomia
Veniva un tempo considerata una sottospecie di Callicebus donacophilus (Callicebus donacophilus pallescens): la maggior parte degli studiosi attuali, tuttavia, concorda nell'esattezza della sua collocazione come specie a sé stante, nell'ambito del concetto di specie ecologica piuttosto che biologica.

## Status e conservazione
Le foreste del Pantanal al confine brasiliano/boliviano sono interessate dall'estrazione mineraria, dall'agricoltura e dall'allevamento. Nel Chaco del Paraguay e in Bolivia è in corso una diffusa e intensa deforestazione. Inoltre, gli incendi boschivi e la deforestazione per l'agricoltura e l'allevamento nel Chaco del Paraguay e in Bolivia sono sempre più minacciosi.